# Bion 2

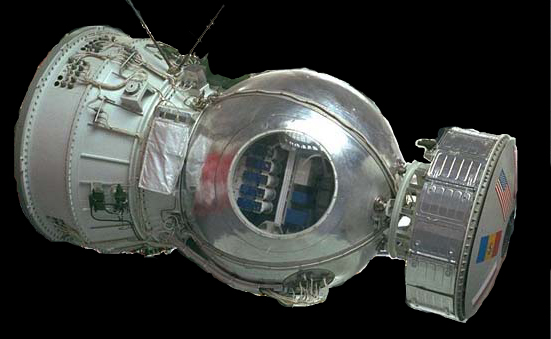
A espaçonave Bion

O Bion 2, também referenciado como Kosmos 690 (em russo: Бион 2, Космос 690) foi um satélite soviético de pesquisas biológicas. Foi lançado em 22 de outubro de 1974 do Cosmódromo de Plesetsk, União Soviética (atualmente na Rússia). O satélite levou consigo ratos albinos para pesquisa biomédica. Cientistas da União Soviética, Checoslováquia e Romênia submeteram os ratos a doses diárias de radiação a partir de uma fonte de raios gama pelo comando chão. Quando foram recuperados 20,5 dias mais tarde, os ratos tinham desenvolvido muitos problemas pulmonares e o seu sangue e medula óssea tinha mudado mais do que as amostras de controle.

## Ligações Externas
- NASA NSSDC Master Catalog